# Menu (boucherie)
Pour les articles homonymes, voir Menu.
Le menu désigne l'intestin grêle des animaux de boucherie, notamment le porc et le mouton. 

## Caractéristiques

### Menu de porc
Le calibre du menu de porc varie entre 28 et 44 mm. Il est transparent.

### Menu d'agneau
Le menu d'agneau est d'un calibre plus petit que le porc : de 18 à 26 mm. Il est utilisé pour les saucisses les plus fines, comme la saucisse de Francfort.

## Utilisation
Ce boyau naturel est utilisé dans la confection de nombreux types de charcuteries : saucisses, boudins, etc. Il sert à l'embossage.

## Sources et références
1. ↑  Tripnet: Le menu de porc
2. 1 2  La Toque d'or: Boyaux de qualité supérieure
3. ↑  Tripnet: Le menu d'agneau